# Милошевич, Слободан
Слобода́н Мило́шевич (серб. Слободан Милошевић / Slobodan Milošević; 20 августа 1941, Пожаревац, Королевство Югославия — 11 марта 2006, Гаага, Нидерланды) — югославский и сербский государственный и политический деятель, президент Сербии в 1989—1997 годах (первоначально Социалистической Республики Сербии в рамках Югославии), а затем президент Союзной Республики Югославия (СРЮ) в 1997—2000 годах. Милошевич был одной из центральных фигур в событиях распада Югославии и кровопролитных вооружённых конфликтов, которые сопровождали этот процесс.
Слободан Милошевич был одним из основателей и первым лидером Социалистической партии Сербии с момента её создания в 1990 году и до своей смерти в 2006 году.
Слободан Милошевич был обвиняемым Международного трибунала по бывшей Югославии. Он умер в тюремной камере в Гааге 11 марта 2006 года.
Правление Слободана Милошевича характеризовалось авторитарным режимом, клептократией, фальсификацией выборов, убийствами политических оппонентов, подавлением свободы прессы и жестокостью полиции.

## Биография

### Ранние годы и происхождение
Слободан Милошевич родился в городе Пожаревац (Сербия) 20 августа 1941 года, в бедной семье. Род Милошевичей происходит из селения Лиева-Река в Черногории. Родители Милошевича, однако, жили в черногорской деревне Увача.
Отец Светозар окончил духовную семинарию, но священником не стал, преподавал в гимназиях Черногории и Косово русский и сербохорватский языки. Мать Милошевича, Станислава, была школьной учительницей, коммунисткой и активисткой компартии, пыталась воспитать детей (у Слободана был старший брат Борислав) в коммунистическом духе. Светозар оставил семью и уехал в Черногорию, где в 1962 году застрелился.
Станислава прожила остаток жизни в полном одиночестве, совершив суицид в 1974 году.

### Образование
В 1960 году окончил среднюю школу и гимназию в Пожареваце. В 1964 году с отличием окончил юридический факультет Белградского университета.

### Политическая деятельность
15 января 1959 года Милошевич вступил в Союз коммунистов Югославии.
Руководил информационной службой. В 1970-х годах возглавлял нефтяную компанию, затем Белградский банк. С 1984 года являлся председателем белградского горкома Союза коммунистов Югославии.
С 1986 по 1989 год занимал пост председателя Президиума ЦК Союза коммунистов Сербии.
24 апреля 1987 года во время митинга на Косовом поле Милошевич сказал: «Я хочу вам сказать, товарищи, что вы должны оставаться здесь. Это — ваша земля, это — ваши домашние очаги, ваши поля и сады, это — ваша история. Вы не должны оставлять эту землю только потому, что жизнь здесь трудна, потому, что вы подвергаетесь унижениям. Сербы и черногорцы никогда не пасовали перед трудностями, никогда не отступали в часы сражений. Вы должны оставаться здесь — во имя ваших предков и ваших потомков. Югославия не существует без Косова!».
4 октября 1988 года в Бачка-Паланке толпа потребовала отставки правительства Воеводины. На следующий день Милошевич возглавил народный поход на Нови-Сад к зданию местного парламента. Югославская народная армия отказалась разгонять шествие, и власти Воеводины ушли в отставку. В 1989 году Милошевич был избран президентом республики Сербия.
28 июня 1989 года во время празднования 600-летия Косовской битвы Слободан Милошевич произнес речь, в которой сказал: «Шесть столетий спустя мы снова участвуем в битвах. Это не вооруженные бои, хотя такие вещи исключать пока нельзя».

### Во главе Югославии
В 1991 году после объявления независимости Словенией и Хорватией поддержал отправку туда частей Югославской народной армии. Словенский конфликт был почти бескровным, в отличие от Хорватского, во время которого погибли тысячи человек, сотни тысяч стали беженцами.
В феврале 1993 года (после нападения хорватов на Краину, находившуюся под защитой миротворцев ООН) и в разгар Боснийской войны Слободан Милошевич дал интервью российской газете «Правда», в котором обвинил Германию в распаде Югославии:

«О позиции Сербии… Мы её никогда не меняли: всегда стояли за мирное решение вопроса. Мы не оспаривали и не оспариваем право какого-либо народа на самоопределение. Подразумевается, что подобное право имеет и сербский народ. Вы помните, что произошло. Словения и Хорватия в одностороннем порядке отделились от Югославии, отделились с применением силы. Эти шаги сразу же поддержали, кто в этом был кровно заинтересован.
Мы столкнулись с удивительным фактом: международное сообщество признало право на отделение более весомым, чем право остаться в своей стране. Так было совершено большое преступление: разрушена Югославия — страна, являющаяся одним из основателей ООН. Скажу прямо: за всеми этими событиями стоит политика Германии. Именно в интересах немецко-католического альянса — разрушение не только нашей страны, но и вашей. Именно в их интересах, чтобы и у нас, и вас проливалась кровь.
…Всё началось с объединения Германии. Как только это случилось, Германия стала наказывать победителей второй мировой войны. Пресса с немецкой педантичностью разделила мир на хороших и плохих. „Хорошие“ — это те, кто во второй мировой войне был с фашистами и проиграл войну. А „плохие“ — те, кто не был с ними и выиграл войну… Югославию надо было разрушить. Югославия стала первой жертвой политики реваншизма».
— 
В 1995 году Милошевич стал одним из подписантов Дейтонских соглашений в США, формально завершившего войну в Боснии 1992—1995 гг. В 1996 году в Косово началось создание вооружённых формирований сепаратистов, которые вскоре были объединены в Армию освобождения Косова. Развернулась партизанско-террористическая война, жертвами которой стали сотни мирных жителей, чиновников и военных Югославии. На первом этапе борьбу с сепаратистами вели лишь милицейские подразделения, но в 1998 году Милошевич направил в край югославскую армию, что вызвало резкую реакцию на Западе. В июне 1998 года западные страны угрожали использованием силы, если СРЮ не выведет из Косова войска и спецназ. На встрече Милошевича и Ельцина в Москве было принято совместное Заявление о необходимости решения проблемы мирным путём, однако остановить военные действия не удалось.
27 мая 1999 года (во время конфликта в Косово) Милошевич был обвинён НАТО в военных преступлениях, нарушении Женевской конвенции и геноциде. Югославия была подвергнута бомбардировке авиацией НАТО. В результате бомбардировок авиацией НАТО 20 июня 1999 года югославская армия была выведена из Косова и Метохии.
На президентских выборах в Югославии в 2000 году победил соперник Милошевича Воислав Коштуница, однако он, по утверждению властей, не набрал абсолютного большинства голосов. Милошевич потребовал проведения в соответствии с законом второго тура голосования. В результате уличных демонстраций 5 октября 2000 года, вошедших в историю как «бульдозерная революция», Милошевич был свергнут. Это событие было воспринято в Европе и мире с одобрением, в частности, президент России Владимир Путин уже 6 октября пожелал успехов Коштунице «как лидеру демократических сил, взявшему на себя ответственность за будущее братского югославского народа». Министр иностранных дел России Игорь Иванов лично в Белграде поздравил Коштуницу с победой на выборах ещё 6 октября, хотя ЦИК Югославии признал его победу на выборах лишь 7 октября.
Изначально после своего свержения Милошевич намеревался продолжить политическую карьеру как лидер югославских социалистов.

### Трибунал

#### Обвинение
27 мая 1999 года Международный трибунал по бывшей Югославии выдвинул обвинения против Милошевича в совершении военных преступлений в Косово в 1999 году, выдав этим действием также ордер на арест его, а также Милана Мулутиновича, Николя Саиновича, Драголюба Оянича и Владко Стойльковича. Милошевич и четыре высших югославских руководителя обвинялись по пяти пунктам, квалифицированным как преступления против человечности — убийства, преследования по политическим, расовым и религиозным мотивам, депортации — и по одному пункту, квалифицированному как нарушение законов и обычаев войны.
После свержения, 23 января 2001 года, был выдан повторный ордер на его арест.

#### Арест
1 апреля 2001 года Милошевич был арестован на своей вилле в Белграде по обвинению в совершении уголовных преступлений (злоупотребление служебным положением и объединение в группы для совершения уголовных преступлений). При задержании он не оказывал сопротивления.
28 июня 2001 года по инициативе нового премьер-министра Сербии Зорана Джинджича Слободан Милошевич был тайно передан МТБЮ и доставлен в следственный изолятор трибунала. В этот день, кортеж автомобилей покинул центральную тюрьму столицы и направился в сторону Гааги. Факт выдачи Милошевича был подтвержден вечером того же дня. 29 июня он был официально заключён под стражу.

#### Суд
Милошевич впервые предстал перед трибуналом 3 июля 2001, предварительно отказавшись от адвокатов. На этом заседании Милошевич обвинил суд в попытке оправдать агрессию НАТО против Югославии, заявив, что не признает его правомочность.
Судебный процесс начался 12 февраля 2002 года.
В этот день Милошевич произнёс длинную защитную речь, в которой дал опровержения обвинению. В речи он заявил несоответствие судебного процесса международным правовым нормам — незаконности суда с точки зрения международного права. Милошевич дал развёрнутый анализ истокам и ходу войны НАТО против Югославии. Предъявил фото- и видеоматериалы военных преступлений НАТО: намеренное уничтожение гражданских объектов — школ, больниц и детских садов, применение запрещённых видов оружия — кассетных боеприпасов и с содержанием обеднённого урана с нарушением обязательства о запрете причинения ущерба экологической среде. Бомбардировками нефтеперерабатывающих заводов и химических объектов было нарушено обязательство о запрете причинения экологического ущерба. С точки зрения Милошевича, были нарушены не только международные соглашения, но и конституции большинства стран - членов НАТО, запрещавшие такие вооружения, а также сам устав НАТО. Согласно уставу НАТО, альянс является региональной оборонительной организацией, которая может действовать только на территории своих стран-членов. Самое большое преступление НАТО — сама агрессия как таковая, преступление против человечности. За эти преступления, считал Милошевич, должен отвечать альянс НАТО, государства-члены, а также другие государства, косвенно помогавшие НАТО. Помимо государств следовало бы привлечь и физических лиц, от глав государств и правительств отдававших приказы, министров обороны, генерального секретаря НАТО, военных командующих вплоть до непосредственными исполнителей. Милошевич заявлял, что резолюция СБ ООН, сформировавшая настоящий суд, не освобождала от ответственности тех, кого он считал ответственными агрессорами — лидеров, правительства и войска стран НАТО. Милошевич упрекал суд в том, что он судил тех, кто защищался в своем доме, но только не тех, кто организовал агрессию.
Милошевич указал, что бомбардировки альянса не имели и не могли иметь военного значения. В результате всех ракетно-бомбовых ударов на территории Косова было уничтожено только 7 танков сербской армии. В то же время перечень уничтоженных памятников культуры на 18 страницах, объектов культуры Милошевич предъявил на 20 страницах, учреждений образования - на 34 страницах, привел многочисленные примеры других атак на гражданские объекты инфраструктуры. Приводя факты, Милошевич указывал, что в значительной части случаев ракетно-бомбовых ударов по гражданскому населению пострадавшими являлись этнические албанцы. Милошевич доказывал тезис, что массовые атаки НАТО против албанских крестьян были обдуманной акцией, чтобы спровоцировать их массовый исход из Косова в сопредельные государства. Массы албанских беженцев в глазах мирового сообщества подтвердили обвинение сербов в геноциде албанцев. Геноцид албанцев — тезис руководства НАТО в качестве основания для проведения «операции». Этой цели, согласно Милошевичу, служили расправы албанских ополченцев над албанцами из тех, кто не желал покидать Косово. Милошевич сделал вывод о полной согласованности действий албанских вооружённых формирований, с одной стороны, и руководства операцией НАТО, с другой. В качестве одного из доказательств Милошевич привёл листовки на албанском языке, в которых содержались призывы к албанскому населению бежать из Косова. Эти листовки разбрасывались с самолётов НАТО.
В связи с ухудшением состояния здоровья процесс над Слободаном Милошевичем прерывался 22 раза.
11 марта 2006 года Слободан Милошевич скончался от сердечного приступа в тюрьме Гаагского трибунала. Он был обнаружен тюремным персоналом без признаков жизни на кровати в своей камере в Схевенингене. Трибунал опроверг всякую ответственность за смерть Милошевича и заявил, что он отказался взять прописанные лекарства и вместо этого лечил себя сам. Согласно отчёту судьи, Милошевич умер между 7.30 и 8 часами утра.
14 марта 2006 года МТБЮ закрыл дело Слободана Милошевича.

### Убийства политических оппонентов
В 2005 году несколько членов сербской тайной полиции и преступных группировок были осуждены в Белграде за ряд убийств, в том числе за убийство Ивана Стамболича. В июне 2006 года Верховный суд Сербии постановил, что Милошевич заказал убийство Стамболича, приняв предыдущее постановление Специального суда по организованной преступности в Белграде, согласно которому Милошевич был главным соучастником политически мотивированных убийств в 1990-х годах.

### Смерть Милошевича и реакция на неё
Процесс по делу Милошевича не был закончен в связи с его смертью.
В 2003 году, за три года до смерти Милошевича, его жена Мириана Маркович публично заявляла, что лечение, назначенное Милошевичу тюремным кардиологом, «требует гораздо более оперативной корректировки», а утверждения официальных представителей трибунала о том, что в тюрьме есть необходимое медицинское наблюдение, назвала «абсолютной ложью».
В декабре 2005-январе 2006 года здоровье Милошевича резко ухудшилось, он страдал от повторяющихся сердечных приступов и ходатайствовал о лечении в России, заявив, что врачебные меры, предпринятые по месту заключения, результата не возымели и носили исключительно поверхностный характер. Трибунал отказал ему, мотивировав отказ тем, что ссылка на болезнь является лишь предлогом для того, чтобы скрыться от суда. Российская сторона сообщила в Гаагу, что даёт полную гарантию возвращения экс-президента на скамью подсудимых.
Правительство Сербии и Черногории отказалось хоронить бывшего президента с государственными почестями. Министр иностранных дел Вук Драшкович заявил по этому поводу: «Превращение серийного убийцы в национального героя было бы позором Сербии, делая из неё страну, в которой преступление является высшей доблестью».
Были и другие отклики. Так, Председатель Главного комитета СПС Ивица Дачич заявил, что Милошевич убит в Гаагской тюрьме, и тем самым завершился процесс его систематического уничтожения на трибунале. По словам Дачича, отказ трибунала отпустить Милошевича в Москву для лечения явился роковым приговором. Он добавил, что Милошевичу удалось защитить сербский народ от обвинений в геноциде и этнической чистке, что имеет жизненное значение для будущего Сербии.
Сербская радикальная партия констатировала, что Гаагский трибунал убил Милошевича, подчёркивая, что прокуратура и ложные судьи трибунала несут величайшую ответственность за его смерть. Заместитель председателя СРП Томислав Николич заявил, что должна быть прекращена ликвидация сербов в Гаагском трибунале. Николич призвал президента Сербии Бориса Тадича амнистировать членов семьи Милошевич за инкриминируемые им преступления, чтобы на нём не остались следы сомнения, что он не допустил похороны Милошевича в Сербии.
Председатель Социал-демократической партии Небойша Чович заявил, что смерть Милошевича ложится большим позором на Гаагский трибунал, основанный ООН в целях правды, примирения и демократичности. Наступил момент, когда наше государство должно потребовать пересмотра процессов в Гаагском трибунале, сказал Чович.
Функционер Демократической партии социалистов Черногории Миодраг Вукович заявил, что следует подождать официального сообщения о причинах смерти Милошевича. Если окажется, что смерть наступила в результате подорванного здоровья Милошевича, то тогда можно ставить вопрос, почему его неадекватно лечили и почему не верили России, давшей гарантии на его лечение, сказал Вукович.
«Смерть Милошевича не позволила завершить важное международное судопроизводство, что вызовет последствия в политических отношениях в Сербии, да и мире», — заявил пресс-представитель Социалистической народной партии Черногории Миомир Воинович.
Председатель Демократической сербской партии Черногории Ранко Кадич оценил, что смерть Милошевича не даст миру возможности услышать и другую сторону о распаде Югославии и последовавших за этим событиях.

### Похороны
Около 80 тысяч человек пришли на прощальную панихиду в здание Музея революции.
Новый президент Сербии Борис Тадич в специальном заявлении отказал в проведении похорон Милошевича с государственными почестями. Поэтому прощание проходило в частном порядке.
Слободан Милошевич был похоронен 18 марта 2006 года в его родном городе Пожаревац, в 80 километрах к юго-востоку от Белграда. Могила находится во дворе семейного дома Милошевичей, «под старой липой, под которой он впервые поцеловал свою будущую жену». В церемонии похорон приняли участие 50 тысяч сербов. Также присутствовали лидер КПРФ Геннадий Зюганов и Сергей Бабурин, на тот момент заместитель председателя Госдумы.

## Сообщения об оправдании Милошевича
24 марта 2016 года МТБЮ выпустил документ по делу против Радована Караджича с констатацией о недостаточности свидетельств у обвинения для доказательства того, что Милошевич является виновным в военных преступлениях и преступлениях против человечества. Впоследствии, по данному вопросу Радио Свобода сообщило, что оно отправило запрос в МТБЮ с просьбой уточнения данного документа, и был получен следующий ответ:
В ходе расследования дела Караджича суд установил (параграф 3460, страница 1303), что нет достаточных доказательств утверждать, что Слободан Милошевич согласился с общим планом. Ранее в том же параграфе суд установил, что «Милошевич в ходе конфликта предоставлял боснийским сербам помощь в виде военного персонала, тылового обеспечения и оружия».
В августе 2016 года первый вице-премьер Сербии и глава МИД Ивица Дачич опубликовал на официальном сайте МИД Сербии заявление о том, что пункт 3460 данного документа освобождает Милошевича от подозрений в этнических чистках и военных преступлениях в Боснии и Герцеговине.
Британский юрист Джеффри Найс (бывший заместитель прокурора на процессе по делу Слободана Милошевича) прокомментировал данную ситуацию, сообщив, что по его мнению оправдание Милошевича является «очевидной неправдой», так как трибунал в то время работал по другому делу, а фразы неверно интерпретированы.

## Семья
- Жена — Мириана (Мира) Маркович (1942—2019), политик, основала в 1994 партию «Югославские левые». По воспоминаниям друзей семьи, имела огромное влияние на мужа, именно она во многом способствовала успеху его политической карьеры. Тайную выдачу сербскими властями Милошевича Гаагскому трибуналу назвала «кульминацией кризиса национальной морали»[49].
  - Сын — Марко. Родился в 1974 году. В первой половине 1990-х гг. начал заниматься бизнесом в сфере услуг, управлял рядом ресторанов и ночных клубов в СРЮ. В прессе неоднократно публиковались обвинения в связях с криминалитетом[50][51]. В 2003 году Марко вместе с матерью уехал в Москву, где в 2008 году получил политическое убежище. В 2007 году власти Сербии выдвинули против него обвинение в контрабанде сигарет в 1990-е гг., причастность к которой сам Марко отрицает[52]. По данным сербской газеты «Курир», в России он продолжает заниматься бизнесом, является совладельцем ряда ресторанов и ночных клубов[53]. Женат, имеет сына Марко[54].
  - Дочь — Мария, с внуком Марко живёт в Черногории. В день ареста своего отца около 4:30 она, по собственному признанию, приняла восемь таблеток транквилизатора и выпила бутылку бренди, после чего выхватила револьвер Smith & Wesson и сделала несколько выстрелов в сторону автомобилей, вывозивших Слободана Милошевича в тюрьму. Мария попала в один из автомобилей «Ауди»; в тот же день при обыске полиция обнаружила у неё ещё один пистолет. В сентябре 2002 года Мария была приговорена к 8 месяцам тюрьмы, однако опротестовала приговор. Из-за неявки в суд процесс откладывался более 10 раз, пока в 2006 году МВД не выдал ордер на её арест[55]. 6 апреля 2021 года было объявлено о том, что абсолютный (20-летний) срок давности уголовного преследования Марии Милошевич истёк[56].
- Старший брат — Борислав Милошевич. Родился в 1936 году. Окончил юридический факультет Белградского университета, затем работал в Отделе международных отношений Центрального комитета Союза коммунистов Югославии. С 1970 года на дипломатической службе: в 1970—1975 годах был сотрудником посольства СФРЮ в Советском Союзе, в 1985—1989 годах послом в Алжире, а в 1998—2001 послом СРЮ в Российской Федерации. После отставки жил и работал в Москве[57]. Скончался 29 января 2013 года после длительной болезни[58].

Мириана Маркович покинула территорию Сербии весной 2003 года, Марко Милошевич — осенью 2000 года. В марте 2006 года Мириана Маркович и Марко Милошевич получили статус беженцев в России. В 2007 году Сербия объявила вдову и сына югославского лидера в международный розыск по обвинению в убийствах и преступлениях экономического характера. В 2008 году Россия отклонила запрос Сербии на экстрадицию Маркович и Милошевича-младшего.

## Награды
- Орден Югославии[серб.] (4 декабря 1998 года, Сербия и Черногория)[62].
- Орден Труда с Серебряным венком;
- Орден Труда с Красным знаменем.
- В 1999 году Милошевичу предложили вручить Орден Народного героя, но эта идея не была реализована[63].
- Международная премия имени М. А. Шолохова в области литературы и искусства (2002).

## Оценки и мнения
С именем Милошевича связана сложная и драматичная череда этнических конфликтов и гражданских войн, последовавших в начале 1990-х годов за распадом Югославии и приведших в 1999 году к масштабному военному вмешательству вооружённых сил НАТО. Причины и ход этих конфликтов принципиально различно трактуются не только сторонами-участниками этих конфликтов, но и мировой общественностью. При этом мнения крайне полярны.
Одни считают Милошевича одним из главных виновников этих драматических событий, международным преступником. Другие не усматривают в его действиях никакой преступной составляющей и считают его, а также страну, которой он руководил и интересы которой жёстко отстаивал, жертвой произвола со стороны США и НАТО. Согласно второй точке зрения, сформулированной российским дипломатом Юлием Квицинским, этнические конфликты на территории бывшей Югославии, и в особенности на территории Косово, намеренно провоцировались и раздувались США, преследующими определённые цели: подготовка мирового общественного мнения, обеспечение военного вмешательства силами НАТО, смена руководства, политического и экономического курса Югославии, её окончательное расчленение и контроль в рамках европейских структур, разрыв веками сложившихся связей югославянского государства с Россией, обеспечение своего последующего военного присутствия на территории бывшей Югославии.